# Johnny Cage
Johnny Cage (cujo nome verdadeiro é Jonathan Carlton) é um personagem da série de jogos eletrônicos de luta Mortal Kombat. Inspirado em Jean-Claude Van Damme, Cage é um ator narcisista famoso por filmes de artes marciais, que providencia muito do alívio cômico na série.
Sendo parte do elenco do primeiro jogo da série, Cage é um dos mais populares e aclamados personagens de Mortal Kombat.
Cage foi interpretado no filme Mortal Kombat por Linden Ashby, em Mortal Kombat: Annihilation por Chris Conrad, e por Matt Mullins no curta Mortal Kombat: Rebirth e sua websérie derivada Mortal Kombat: Legacy. Karl Urban assumiu o personagem no filme Mortal Kombat 2, de 2025.

## Criação
Enquanto planejava o jogo de luta comissionado pela Midway Games, John Tobias criou um personagem inspirado nos filmes de artes marciais da década de 1980 chamado "Michael Grimm, atual campeão de bilheteria e estrela de filmes como Punho do Dragão, Punho do Dragão II e o premiado Violência Repentina." Como a Midway cogitou fazer o jogo licenciado do filme de Jean-Claude Van Damme Bloodsport, com direito a um teste consistindo em imagens do ator impostas em um fundo digital, Michael Grimm eventualmente foi retrabalhado como uma paródia de Van Damme, Johnny Cage, com direito a uma Fatality inspirada em Bloodsport com Cage socando a virilha do adversário. Foi o primeiro personagem do que se tornaria Mortal Kombat, e o protótipo original inclusive contava com duas versões de Cage lutando.  De acordo com o intérprete de Cage, Daniel Pesina, o personagem também teve inspiração do herói de banda desenhada Danny Rand, o Punho de Ferro.